# Дискография Kings of Leon
В данной статье представлена дискография американской рок-группы Kings of Leon.

## Студийные альбомы
| Год                                                                               | Альбом                                                                                                | Позиция в чарте | Позиция в чарте | Позиция в чарте | Позиция в чарте | Позиция в чарте | Позиция в чарте | Позиция в чарте | Позиция в чарте | Позиция в чарте | Позиция в чарте | Позиция в чарте | Позиция в чарте | Позиция в чарте | Позиция в чарте | Сертификация |
| Год                                                                               | Альбом                                                                                                | [ 1 ]           | [ 2 ]           | [ 3 ]           | [ 4 ]           | [ 5 ]           | [ 6 ]           | [ 7 ]           | [ 8 ]           | [ 9 ]           | [ 10 ]          | [ 11 ]          | [ 12 ]          | [ 13 ]          | [ 14 ]          | Сертификация |
| --------------------------------------------------------------------------------- | --- | --------------- | --------------- | --------------- | --------------- | --------------- | --------------- | --------------- | --------------- | --------------- | --------------- | --------------- | --------------- | --------------- | --------------- | --- |
| 2003                                                                              | Youth and Young Manhood - Выпущен: 7 Июля 2003 - Лейбл: RCA (82876 52394 2) - Форматы: CD, LP         | 113             | 46              | —               | —               | —               | 97              | 52              | 18              | 112             | —               | 43              | 30              | 86              | 3               | : 3× Платиновый : Золотой                                                                                              |
| 2004                                                                              | Aha Shake Heartbreak - Выпущен: 1 Ноября 2004 - Лейбл: RCA (82876 64744 2) - Форматы: CD, LP          | 55              | 25              | 87              | —               | —               | 95              | 39              | 3               | 114             | 79              | 29              | —               | —               | 3               | : 2x Платиновый : 2× Платиновый : Серебряный                                                                           |
| 2007                                                                              | Because of the Times - Выпущен: 30 Марта 2007 - Лейбл: RCA (88697 06669-2) - Форматы: CD, CD/DVD, LP  | 25              | 4               | 20              | —               | 39              | 88              | 32              | 1               | 106             | 62              | 1               | —               | —               | 1               | : 2× Платиновый : 3× Платиновый : Платиновый : Серебряный                                                              |
| 2008                                                                              | Only by the Night - Выпущен: 19 Сентября 2008 - Лейбл: RCA (88697-32712-2) - Форматы: CD, LP, digital | 4               | 1               | 1               | 2               | 5               | 38              | 16              | 1               | 86              | 3               | 1               | 4               | 10              | 1               | : 9× Платиновый : Платиновый : 3× Платиновый : 5× Платиновый : 4× Платиновый : Платиновый : 7× Платиновый : Платиновый |
| 2010                                                                              | Come Around Sundown - Выпущен: 18 Октября 2010 - Лейбл: RCA - Форматы: CD, LP, digital                | 2               | 1               | 1               | 1               | ?               | 27              | 1               | 1               | —               | —               | 1               | ?               | —               | 1               | : Золотой |
| «—» указывает на то, что релиз не был в чарте или не был выпущен в данной стране. | |                 |                 |                 |                 |                 |                 |                 |                 |                 |                 |                 |                 |                 |                 | |

Заметки
- Двойной CD, включающий Youth & Young Manhood / Aha Shake Heartbreak также был признан золотым в Австралии.

## Мини-альбомы
| Год  | Название                                                      |
| ---- | ------------------------------------------------------------- |
| 2003 | Holy Roller Novocaine - Выпущен: 18 Февраля 2003 - Лейбл: RCA |
| 2003 | What I Saw - Выпущен: 26 Мая 2003 - Лейбл: BMG                |
| 2006 | Day Old Belgian Blues - Выпущен: Июня 2006 - Лейбл: RCA       |

## DVD
| Год  | Название                                                                     |
| ---- | ---------------------------------------------------------------------------- |
| 2009 | Live At The O2 London, England - Выпущен: 10 Ноября 2009 - Лейбл: Sony Music |

## Синглы
| Год                                                                               | Песня                | Позиция в чарте | Позиция в чарте | Позиция в чарте | Позиция в чарте | Позиция в чарте | Позиция в чарте | Позиция в чарте | Позиция в чарте | Позиция в чарте | Позиция в чарте | Позиция в чарте | Позиция в чарте | Позиция в чарте | Позиция в чарте | Альбом                  |
| Год                                                                               | Песня                | Hot100          | Alt.            | Main.           | Rock            | [ 2 ]           | [ 3 ]           | [ 33 ]          | [ 5 ]           | [ 34 ]          | [ 8 ] [ 35 ]    | Top100          | [ 11 ]          | [ 37 ]          | UK              | Альбом                  |
| --------------------------------------------------------------------------------- | -------------------- | --------------- | --------------- | --------------- | --------------- | --------------- | --------------- | --------------- | --------------- | --------------- | --------------- | --------------- | --------------- | --------------- | --------------- | ----------------------- |
| 2003                                                                              | «Molly's Chambers»   | —               | —               | —               | —               | —               | —               | —               | —               | —               | —               | —               | —               | —               | 23              | Youth and Young Manhood |
| 2003                                                                              | «Wasted Time»        | —               | —               | —               | —               | —               | —               | —               | —               | —               | —               | —               | —               | —               | 51              | Youth and Young Manhood |
| 2004                                                                              | «California Waiting» | —               | —               | —               | —               | —               | —               | —               | —               | —               | —               | —               | —               | —               | 61              | Youth and Young Manhood |
| 2004                                                                              | «The Bucket»         | —               | 23              | —               | —               | —               | —               | —               | —               | —               | 28              | —               | —               | —               | 16              | Aha Shake Heartbreak    |
| 2005                                                                              | «Four Kicks»         | —               | —               | —               | —               | —               | —               | —               | —               | —               | 32              | —               | —               | —               | 24              | Aha Shake Heartbreak    |
| 2005                                                                              | «King of the Rodeo»  | —               | —               | —               | —               | —               | —               | —               | —               | —               | —               | —               | —               | —               | 41              | Aha Shake Heartbreak    |
| 2007                                                                              | «On Call»            | —               | —               | —               | —               | —               | —               | —               | —               | —               | 28              | —               | 26              | —               | 18              | Because of the Times    |
| 2007                                                                              | «Fans»               | —               | —               | —               | —               | —               | —               | —               | —               | —               | 13              | —               | 23              | —               | 13              | Because of the Times    |
| 2007                                                                              | «Charmer»            | —               | —               | —               | —               | —               | —               | —               | —               | —               | —               | —               | —               | —               | 85              | Because of the Times    |
| 2008                                                                              | «Sex on Fire»        | 56              | 1               | 24              | 10              | 1               | 9               | 22              | 12              | 1               | 1               | 16              | 2               | 16              | 1               | Only by the Night       |
| 2008                                                                              | «Use Somebody»       | 4               | 1               | 25              | 2               | 2               | 1               | 8               | 9               | —               | 6               | 11              | 5               | 7               | 2               | Only by the Night       |
| 2009                                                                              | «Revelry»            | —               | —               | —               | —               | 21              | —               | —               | —               | —               | —               | —               | 19              | —               | 29              | Only by the Night       |
| 2009                                                                              | «Notion»             | 99              | 1               | —               | 14              | 46              | 24              | 41              | —               | —               | 50              | 92              | 25              | 57              | 107             | Only by the Night       |
| 2009                                                                              | «Crawl»              | —               | 40              | —               | 42              | 70              | —               | 73              | —               | —               | —               | —               | —               | —               | 125             | Only by the Night       |
| 2010                                                                              | «Radioactive»        | 37              | 1               | ?               | ?               | 19              | 22              | 19              | ?               | ?               | 36              | ?               | 10              | ?               | 7               | Come Around Sundown     |
| 2010                                                                              | «Pyro»               |                 |                 |                 |                 |                 |                 |                 |                 |                 |                 |                 |                 |                 |                 | Come Around Sundown     |
| 2013                                                                              | «Supersoaker»        |                 |                 |                 |                 |                 |                 |                 |                 |                 |                 |                 |                 |                 |                 | Mechanical Bull         |
| «—» указывает на то, что релиз не был в чарте или не был выпущен в данной стране. |                      |                 |                 |                 |                 |                 |                 |                 |                 |                 |                 |                 |                 |                 |                 |                         |

### Сертификации синглов
| Сингл          | Сертификация | Сертификация        | Сертификация   |
| Сингл          | Флаг США     | Флаг Новой Зеландии | Флаг Австралии |
| -------------- | ------------ | ------------------- | -------------- |
| «Sex on Fire»  | Платиновый   | Платиновый          | 3x Платиновый  |
| «Use Somebody» | Платиновый   | Золотой             | 2× Платиновый  |
| «Revelry»      | -            | -                   | Золотой        |

### Другие песни, отмеченные в чартах
| Год  | Песня       | Позиция в чарте | Позиция в чарте | Альбом            |
| Год  | Песня       | [ 2 ] [ 39 ]    | [ 40 ]          | Альбом            |
| ---- | ----------- | --------------- | --------------- | ----------------- |
| 2008 | «Manhattan» | 38              | 149             | Only by the Night |
| 2008 | «Closer»    | —               | 102             | Only by the Night |